# NGC 7124
NGC 7124 (również PGC 67375) – galaktyka spiralna z poprzeczką (SBbc), znajdująca się w gwiazdozbiorze Indianina. Odkrył ją John Herschel 8 lipca 1834 roku.